# Lorentzen
Lorentzen é uma comuna francesa na região administrativa de Grande Leste, no departamento Baixo Reno. Estende-se por uma área de 7,81 km². Em 2010 a comuna tinha 248 habitantes (densidade: 31,8 hab./km²).